# Pazzo d'amore (film 1999)
Pazzo d'amore è un film del 1999, diretto da Mariano Laurenti.

## Trama
Marco e Roberta si frequentano di nascosto da qualche mese e, per poter passare le vacanze insieme, convincono i genitori, di diversa estrazione sociale, ad andare in vacanza in un villaggio turistico in Calabria. Tra gelosie, nuove amicizie, contrasti e le bellezze della Calabria, i due ragazzi riusciranno ad affermare il loro sogno d'amore.